# CNews
CNews (произносится как «Си-Ньюс») — российское издание, интернет-портал и одноимённый ежемесячный журнал, посвящённые телекоммуникациям, информационным технологиям, программному обеспечению и компьютерным играм.
С 2018 года развивается как независимая компания. Бывший владелец — медиахолдинг РБК.

## Интернет-портал
Интернет-портал CNews функционирует с августа 2000 года. Неоднократно признавался Медиалогией самым цитируемым СМИ в сфере телекоммуникаций и информационных технологий, дважды становился лауреатом Премии Рунета.
В состав Интернет-портала входят следующие разделы:
- Biz.CNews — новости бизнес-сектора российского рынка ИТ и телекоммуникаций;
- Cloud.CNews — облачные сервисы;
- Club.CNews — блоги, пресс-релизы компаний;
- Corp.CNews — рынок комплексной системной интеграции;
- Doc.CNews — вопросы электронного документооборота;
- Games.CNews — компьютерные игры и индустрия компьютерных игр;
- HH.CNews — поиск работы в сфере телекоммуникаций и информационных технологий;
- Internet.CNews — вопросы развития Интернета и Интернет-бизнеса;
- Live.CNews — форум;
- Open.CNews — обзоры и справочник разработчиков открытого программного обеспечения;
- R&D.CNews — наука и технологии (нет новых статей с 24.04.2014 (на 11.06.2014);
- Safe.CNews — рынок информационной безопасности;
- Smb.CNews — информационные технологии для среднего и малого бизнеса;
- Soft.CNews — ежедневно обновляемый сервер программного обеспечения;
- Telecom.CNews — телекоммуникации, рынок сотовой связи, Интернет-провайдеры;
- TelecomB2B.CNews — B2B, телекоммуникации для бизнеса;
- TV.CNews — телеканал;
- WiFi.CNews — каталог публичных точек доступа в Интернет по технологии Wi-Fi;
- Zoom.CNews — портал выбора цифровой техники.

## Журнал
Журнал «CNews» издаётся с декабря 2004 года и ориентирован на руководителей ИТ-департаментов и специалистов в области высоких технологий. Распространяется в Москве (45 % тиража), Санкт-Петербурге (9 %), а также Екатеринбурге, Новосибирске, Нижнем Новгороде, Самаре, Перми, Казани и Ростове-на-Дону. Распространение производится по базе подписчиков, а также на специализированных конференциях и семинарах, в которых CNews выступает информационным спонсором. Архив всех номеров журнала доступен для бесплатного скачивания на официальном сайте.

## Агентства
В рамках «Си-Ньюс» работают следующие агентства:
- CNews Analytics, входящее в состав холдинга РБК и занимающееся разработкой рейтингов, обзоров, исследований[11];
- CNews Conferences, занимающееся организацией конференций, круглых столов и других мероприятий[12].

## Собственники и руководство
Владелец «Си-Ньюс» — холдинг РБК.
Директор — Эдуард Эркола, главный редактор с 2018 года — Александра Кирьянова.
В сентябре 2018 года Коммерсантъ со ссылкой на свои источники сообщил, что CNews продан его главному редактору Максиму Казаку и гендиректору Эдуарду Эрколе.